# Josep Maria Llompart de la Peña
Josep Maria Llompart de la Peña (Palma, 23 de maig de 1925 - 28 de gener de 1993) fou un poeta, assagista, activista cultural, crític literari, editor i traductor mallorquí.
Es va afiliar a l'Obra Cultural Balear, que havia estat fundada el 1962, l'any 1965, amb el carnet de soci número 85. Del 1978 al 1986 en fou president. Entre 1973 i 1976 va ser el vicepresident del PEN Català a les Illes Balears. Entre 1983 i 1987 fou president de l'Associació d'Escriptors en Llengua Catalana. El 1985 fou nomenat membre de la Secció Filològica de l'Institut d'Estudis Catalans i el 1990, president de la Federació Llull d'Entitats Culturals dels Països Catalans.
El 1982 va ser guardonat amb el Premi d'Honor de les Lletres Catalanes i la Creu de Sant Jordi. L'IES Llompart (Palma), duu el seu nom.
| «                                            | Poeta, editor, crític literari, traductor, intel·lectual i activista cultural, fou també un dels prologuistes més prolífics de la nostra literatura, sempre per ajudar els autors més joves o bé per fer grans introduccions a les obres dels clàssics. | » |
| — Sebastià Bennassar, periodista i escriptor | |   |

## Vida personal
L'avi matern era andalús. Es va casar amb Encarnació Viñas Olivella.

## Obra

### Poesia
- 1961: Poemes de Mondragó
- 1972: La terra d'Argensa
- 1979: Urbanitat i cortesia
- 1980: Mandràgola
- 1981: La capella dels Dolors i altres poemes
- 1983: Obra poètica (Antologia)
- 1990: Jerusalem
- 1992: Spiritual
- 2018: Mai no et deturis : Homenatges de Llompart

### Assaig
- 1964: La literatura moderna a les Balears
- 1974: Memòries i confessions d'un adolescent de casa bona
- 1982: Retòrica i poètica (dos volums)
- 1991: Països Catalans? i altres reflexions
- 1992: La narrativa a les Illes Balears
- 1993: Vocabulari privat (amb Antònia Vicens)
- 1996: Els nostres escriptors
- 1998: El llac i la flama

### Traduccions
- 1976: Quinze poetes gallecs
- 1984: Poesia galaico-portuguesa
- 1988: Poesia gallega, portuguesa i brasilera moderna
- 1992: Poemes de Luis Pimentel i Celso Emilio Ferreiro

## Premis i reconeixements
- 1981: Premi Crítica Serra d'Or de poesia per Mandràgola
- 1981: Premi Nacional de la Crítica de Madrid per Mandràgola
- 1982: Premi d'Honor de les Lletres Catalanes[2]
- 1982: Creu de Sant Jordi de la Generalitat de Catalunya[2]
- 1982: Premi d'assaig literari de la Generalitat de Catalunya per Retòrica i Poètica
- 1982: Lletra d'Or per La Capella dels Dolors i altres poemes
- Juny del 1992: Escriptor del mes
- 1993: Premi Crítica Serra d'Or de poesia per Spiritual